# ماريفيل (إلينوي)
ماريفيل (بالإنجليزية: Maryville, Illinois)‏ هي منطقة سكنية تقع في الولايات المتحدة في إلينوي. يقدر عدد سكانها بـ 7,487 نسمة .

## الموقع الجغرافي
الموقع الجغرافي للمناطق المحيطة بهذه النقطة هو كالتالي:

## أعلام
- جوني لوكاس
- فرانك ويتمان
- جاستن فليتشير